# Mart Smeets

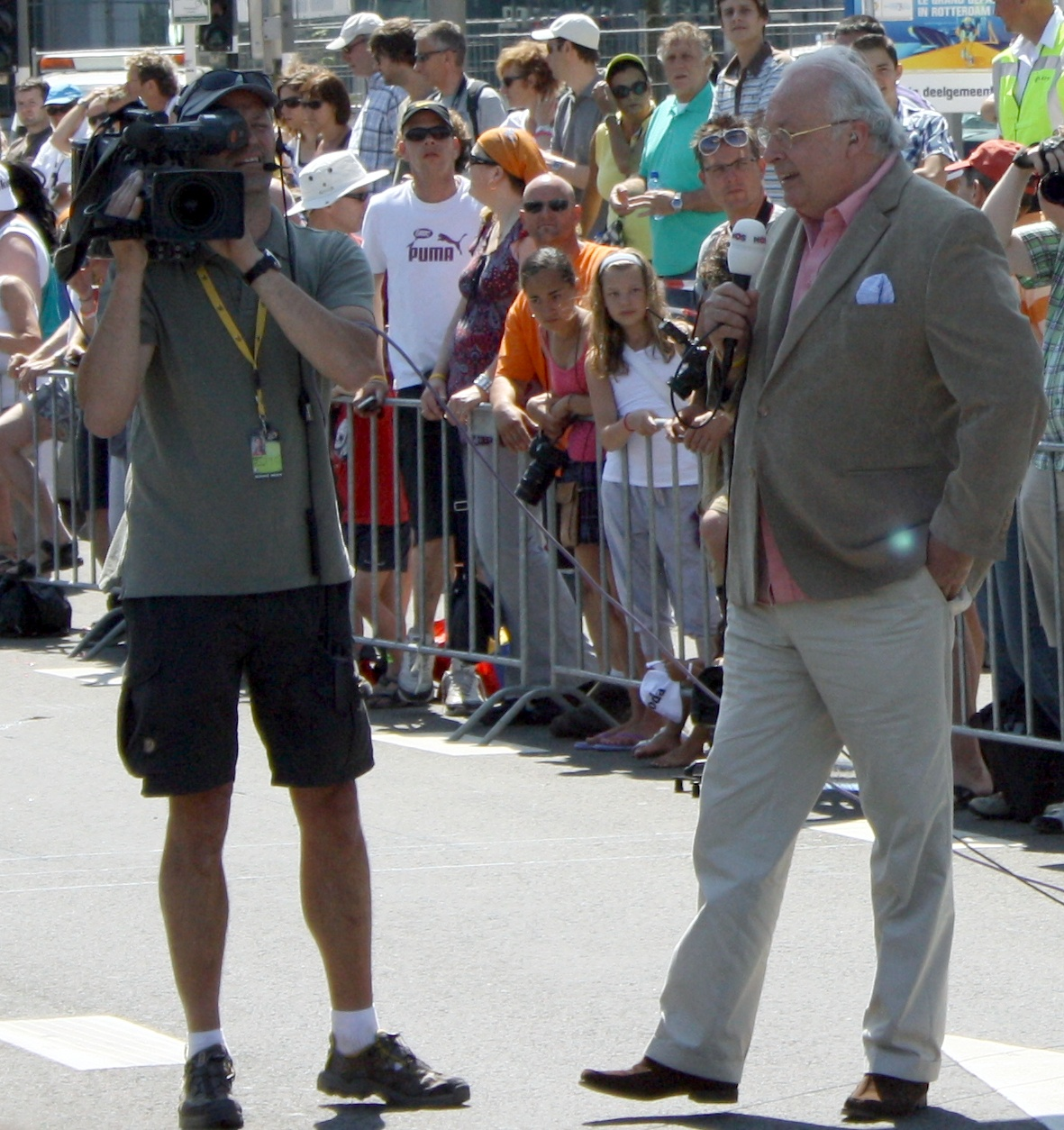
Smeets in Rotterdam, bij de start van de eerste etappe van de Ronde van Frankrijk 2010

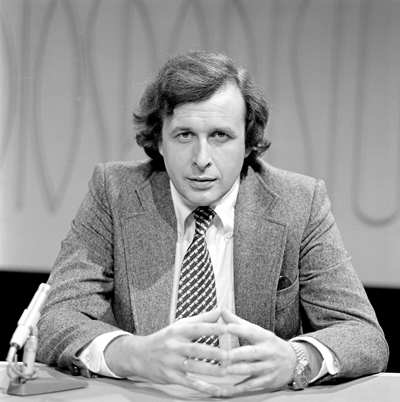
Smeets in 1978

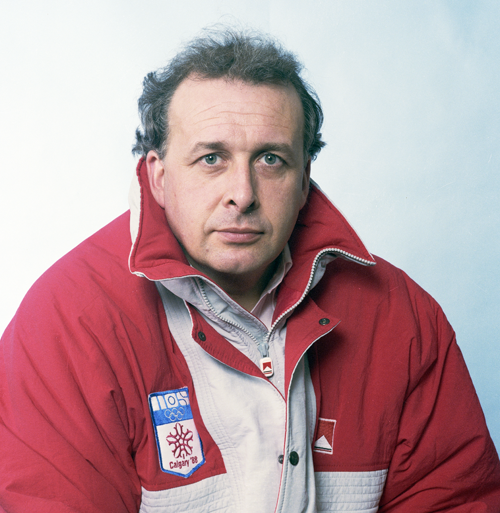
Smeets in 1987

Martinus Jan (Mart) Smeets (Arnhem, 11 januari 1947) is een Nederlands radio- en televisiepresentator, (sport)journalist en sportcommentator.

## Biografie
Smeets verhuisde met zijn ouders in 1952 op vijfjarige leeftijd van zijn geboortestad Arnhem (zat aldaar op de lagere school met Winnie Sorgdrager), aan de Amsterdamseweg 46, naar Amsterdam, waar hij de HBS afrondde.
In zijn jeugd beoefende hij een achttal sporten, waarbij basketbal favoriet zou blijken. Drie jaar lang was Smeets (destijds 1 meter 94) professioneel basketballer bij Levi's Flamingo's Haarlem. Daarvoor speelde Smeets drie seizoenen bij DED Amsterdam. Ook zou hij zes oefeninterlands voor het nationale team spelen, maar hij viel in 1972 af van de selectie voor de voor-olympische kwalificatiewedstrijden.

### Sportjournalist
Na een ongeluk met een loopbrug waarbij hij een blessure opliep aan zijn achillespees, beëindigde Smeets zijn sportloopbaan en trad hij in dienst van het Haarlems Dagblad, om vervolgens in 1968 als freelancer voor De Tijd te schrijven. Ook schreef Smeets voor de Haagse Post en de Volkskrant. Hij leerde toen van Maarten de Vos om sporters ter plaatse te bevragen over de sport waar Smeets naar eigen zeggen zelf zijn voordeel mee kon doen vanwege zijn basketbalsport Door De Tijd werd hij naar München gestuurd om verslag te doen van de nasleep van de terroristische aanslagen op 5 september 1972 waarbij elf atleten en officials van de Israëlische ploeg waren gegijzeld in hun appartement in het olympisch dorp. Het was hier dat hij in contact kwam met Bob Spaak, een vertegenwoordiger van de NOS, waar hij vanaf 1973 aan verbonden was als verslaggever, en later als presentator, van het programma Studio Sport. Als verslaggever specialiseerde hij zich in de schaats- en wielersport, waarbij hij verslag deed van diverse sportevenementen, waaronder de Ronde van Frankrijk, zowel als verslaggever ter plaatse alsook als presentator van De Avondetappe.
Buiten zijn bezigheden bij de NOS schreef Smeets lange tijd wekelijkse columns voor onder andere Sportweek, Trouw, het Haarlems Dagblad en nog wekelijks voor de VARAgids. Ook presenteerde hij tussen 1992 en 2014 het nachtelijke muziekprogramma For the record op Radio 2.
Op 3 december 2008 gunde de jury van de Beeld en Geluid Awards, voorheen de Gouden Beelden, de oeuvreprijs aan Mart Smeets. Hij kreeg tevens een plek in de glazen Wall of Fame in het Nederlands Instituut voor Beeld en Geluid in Hilversum. De jury, onder leiding van Peter Römer, noemde Smeets een icoon van de Nederlandse sportjournalistiek. "Als presentator van Studio Sport bezorgde hij ons jarenlang op zondagavond het bord-op-schootgevoel."
In 2012 trok hij zijn boek "De Lance Factor" (2011) terug uit de nominatielijst van de NS Publieksprijs, nadat het rapport van de Amerikaanse anti-dopingautoriteit USADA omtrent het dopinggebruik van Lance Armstrong was gepubliceerd. Naar eigen zeggen kon hij een eventuele prijs niet in ontvangst nemen: "Ik heb dit boek drie jaar geleden geschreven vanuit mijn werkelijkheid. De waarheid heeft mijn werkelijkheid inmiddels ingehaald". Hij acht zichzelf en de sportjournalistiek als geheel tekortgeschoten in het achterhalen van de waarheid omtrent het dopinggebruik van Lance Armstrong. Als reactie hierop verscheen in mei 2013 Gepakt, over het wielrennen en over zichzelf als sportjournalist na de ontmaskering van Armstrong. Na 35 jaar nam Smeets op 1 augustus 2013 afscheid van zijn vaste column in dagblad Trouw. Op 17 april 2016 deed Smeets voor de laatste keer verslag van een wielerwedstrijd bij de NOS tijdens zijn veertigste Amstel Gold Race waarna hij met basketbalcommentaar tijdens de Zomerspelen in Rio de Janeiro definitief de NOS verlaat. Op 8 juni 2016 wijdde DWDD een special aan Smeets; "van Apollohal tot Rio".
Nadat de NOS had aangegeven hem na de Olympische Spelen van 2012 niet meer in vaste dienst te willen, deed hij tussen 2012 en 2021 het basketbalcommentaar van de NBA bij betaalzender Ziggo Sport. Daarnaast schuift Smeets iedere werkdag tussen 15.00 uur en 15.30 uur aan in Radio EenVandaag op NPO Radio 1. Sinds 2015 is Smeets te zien in het wekelijkse Ziggo Sport-programma Peptalk. In een rubriek bespreekt Smeets memorabele gebeurtenissen uit de sportgeschiedenis. Op 21 augustus 2016 was Smeets voor het laatst actief voor de NOS. Hij versloeg de olympische basketbalfinale tussen de Verenigde Staten en Servië. Voorafgaand aan deze finale nam de NOS afscheid met een compilatiefilmpje van de jaren van Smeets bij de NOS. Hij nam afscheid van de kijker met de woorden: Ik ga rustig weg, dit waren mijn laatste woorden. Het was me een eer en genoegen voor u te werken. Goeiendag. Sinds 2019 geeft Smeets de theatercolleges De top van sport. Tussen 2018 en 2021 maakte hij een podcast over de Tour de France voor de AVROTROS.

### Taalgebruik
Smeets had in zijn taalgebruik een vast repertoire van standaarduitdrukkingen en stijlfiguren. Een van die vaste uitdrukkingen was de variant op de retorische vraag waarbij hijzelf antwoordde: "Mag ik dat zeggen? Ja, dat mag ik zeggen." gebruikte hij wanneer hij een bepaalde stelling poneerde. Daarnaast betekende zijn uitspraak "even boodschappen doen" dat er een reclameblok volgde. De ijkpersoon "mevrouw Van Zetten uit Tiel" kwam veelvuldig voorbij en de aankondiging "ik ga nu iets heel geks zeggen" gaf aan dat er een semi-gewaagde uitspraak volgde.

### Privé
Smeets is getrouwd met Karen Mulder en woont in Haarlem. Hij heeft twee kinderen uit zijn eerste huwelijk, een dochter, voormalig softbalinternational Nynke Smeets, en een zoon, honkbalcatcher/coach en voormalig international Tjerk Smeets.